# Liste des films soviétiques sortis en 1961
Cet article présente une liste de films produits en Union soviétique en 1961.

## 1961
Les titres en français sont en grande majorité des traductions et non les titres attribués par les distributeurs dans les pays francophones.
Pour le classement annuel, la liste des titres a été établie en se basant sur les répertoires des pages Wikipédia en russe documentées par Longs métrages soviétiques. Catalogue annoté complétées par les listes des sites «kino-teatr» et «kinopoisk» d'où le nombre important de films que l'on trouve dans les références.
Pour les titres où l'on manque de précisions, seule l'année est indiquée : année de réalisation, année de sortie ou les deux ?. Bien que cela puisse paraître superflu, 1961 est inscrit pour chacun de ces titres pour montrer que la vérification a été faite.
On remarque que, la plupart du temps, il n'y a pas de première pour les courts métrages ainsi que pour les dessins animés et les documentaires de courte durée.
| Titre | Titre original                                                                                   | Date de sortie                                             | Réalisateur |
| --- | ------------------------------------------------------------------------------------------------ | ---------------------------------------------------------- | --- |
| Absolument sérieusement                                                                                             | ru:Совершенно серьёзно                                                                           | 18 octobre 1961                                            | Leonid Gaïdaï, Eldar Riazanov, Vladimir Grigorievitch Semakov, Naoum Mikhaïlovitch Trakhtenberg (ru) et Edouard Petrovitch Zmoïro (ru)           |
| L'Amour d'Aliochka                                                                                                  | ru:Алёшкина любовь                                                                               | 20 février 1961                                            | Semion Issaïevitch Toumanov (ru) et Gueorgui Borissovitch Choukine (ru)                                                                          |
| Anathème (film, 1960)                                                                                               | ru:Анафема (фильм, 1960)                                                                         | 14 mars 1961 à la télévision                               | Sergueï Vassilievitch Guippious (ru) |
| Années de jeune fille                                                                                               | ru:Годы девичьи                                                                                  | 22 décembre 1961                                           | Leonid Samoïlovitch Estrine (ru) |
| Anniversaire (film, 1961)                                                                                           | ru:День рождения (фильм, 1961)                                                                   | 1961                                                       | Vladimir Mikhaïlovitch Streltsov |
| Apparition de Vénus (film, 1961)                                                                                    | ru:Явление Венеры                                                                                | 20 novembre 1961                                           | Mikhaïl Grigorievitch Chapiro (ru) |
| Arc-en-ciel (film, 1959)                                                                                            | ru:Веселка (фильм, 1959)                                                                         | 4 décembre 1961                                            | Nikolaï Ignatievitch Litous (ru) |
| Arc-en-ciel du nord                                                                                                 | ru:Северная радуга                                                                               | 15 mars 1961                                               | Artaches Tatevossovitch Aï-Artian (ru) |
| Attention, grand-mère !                                                                                             | ru:Осторожно, бабушка!                                                                           | 7 mars 1961                                                | Nadejda Kocheverova |
| Au début du siècle                                                                                                  | ru:В начале века                                                                                 | 21 avril 1961                                              | Anatoli Rybakov |
| Au revoir les colombes                                                                                              | ru:Прощайте, голуби                                                                              | 27 mars 1961                                               | Iakov Aleksandrovitch Seguel (ru) |
| Au seuil de la tempête                                                                                              | ru:На пороге бури                                                                                | 9 janvier 1961                                             | Rolands Kalniņš et Varis Krūmiņš |
| Autres chansons | ru:Друг песни                                                                                    | 18 juin 1961 à Tallinn                                     | Iouli Moïsseïevitch Foguelman (ru) et Reet Kassessalou (ru)                                                                                      |
| Avant l'aube | ru:Перед рассветом (фильм, 1961) ou Перед восходом ou На рассвете                                | 15 novembre 1961                                           | Grigori Gueorguievitch Melik-Avakian (ru) |
| L'avion part à 9h                                                                                                   | ru:Самолёт уходит в 9                                                                            | 31 janvier 1961                                            | Iouri Semionovitch Lyssenko (ru) |
| Avril (film, 1961)                                                                                                  | ru:Апрель (фильм, 1961)                                                                          | 22 janvier 1961 à Tbilissi en diffusion restreinte         | Otar Iosseliani |
| La Bannière du parti                                                                                                | ru:Знамя партии                                                                                  | 1961                                                       | Fiodor Aleksandrovitch Tiapkine (ru) |
| Bannière du forgeron                                                                                                | ru:Знамя кузнеца                                                                                 | 19 octobre 1961                                            | Boris Arievitch Kimiagarov |
| Bataille sur Borsko                                                                                                 | ru:Тучи над Борском                                                                              | 25 mars 1961                                               | Vassili Sergueïevitch Ordynski (ru) |
| Bataille en chemin (film)                                                                                           | ru:Битва в пути (фильм)                                                                          | 27 octobre 1961                                            | Vladimir Bassov |
| Branche verte de mai                                                                                                | ru:Зелёная ветка мая (фильм, 1961)                                                               | 1961                                                       | Rodion Rodionovitch Efimenko (ru) |
| La Carrière de Dima Gorine                                                                                          | ru:Карьера Димы Горина                                                                           | 12 juin 1961                                               | Frounze Vaguinakovitch Dovlatian (ru) et Lev Solomonovitch Mirski (ru)                                                                           |
| La Chanson appelle                                                                                                  | ru:Песня зовет                                                                                   | 1er décembre 1961                                          | Chaken Kenjetaïevitch Aïmanov (ru) |
| Le Chant de la forêt (film, 1961)                                                                                   | ru:Лесная песня (фильм, 1961)                                                                    | 7 aout 1961                                                | Viktor Illarionobitch Ivtchenko (ru) |
| Cher kopeck | ru:Дорогая копейка                                                                               | 1961                                                       | Ivan Semionovitchn Aksentchouk (ru) |
| La chèvre (dessin animé)                                                                                            | ru:Козлёнок (мультфильм)                                                                         | 1961                                                       | Roman Davydov |
| Le Chien Barbos et une course insolite                                                                              | ru:Пёс Барбос и необычный кросс                                                                  | 18 septembre 1961                                          | Leonid Gaïdaï |
| Chronique de famille (dessin animé)                                                                                 | ru:Семейная хроника (мультфильм)                                                                 | 1961                                                       | Leonid Alekseïevitch Amalrik (ru) |
| Le Ciel de la Baltique (film)                                                                                       | ru:Балтийское небо (фильм)                                                                       | 19 juin 1961                                               | Vladimir Venguerov |
| Ciel pur | ru:Чистое небо (фильм)                                                                           | 20 mai 1961                                                | Grigori Tchoukhraï\| |
| Cinq jours, cinq nuits                                                                                              | ru:Пять дней, пять ночей                                                                         | 27 février 1961                                            | Leo Arnchtam |
| La clé (dessin animé)                                                                                               | ru:Ключ (мультфильм)                                                                             | 4 décembre 1961                                            | Lev Atamanov |
| Le cœur ne pardonne pas                                                                                             | ru:Сердце не прощает                                                                             | 31 octobre 1961                                            | Vladimir Zakharovitch Dovgan (ru) |
| Comment Robinson a-t-il été créé ?                                                                                  | ru:Как создавался Робинзон                                                                       | 18 septembre 1961                                          | Eldar Riazanov |
| Le Conte du Petit Cheval bossu (ballet filmé)                                                                       | ru:Сказка о Коньке-Горбунке (фильм-балет)                                                        | 1er décembre 1961                                          | Aleksandr Ivanovitch Radounski (ru) et Zoia Pavlovna Touloubieva                                                                                 |
| Les Cosaques (film, 1961)                                                                                           | ru:Казаки (фильм, 1961)                                                                          | 14 aout 1961                                               | Vassili Markelovitch Pronine |
| Crocodile de bande dessinée n°4. Sur l'eau propre                                                                   | ru:Мультипликационный Крокодил № 4. На чистую воду                                               | 1961                                                       | Dmitri Naoumovitch Babitchenko (ru) |
| La Croisière tigrée                                                                                                 | ru:Полосатый рейс                                                                                | 27 juin 1961                                               | Vladimir Fetine |
| Dans les moments difficiles                                                                                         | ru:В трудный час                                                                                 | 22 juillet 1961                                            | Ilia Iakovlevitch Gourine (ru) |
| Dans un domaine | ru:В одном районе                                                                                | 29 juillet 1961                                            | Chaken Kenjetaïevitch Aïmanov (ru) |
| Débutant (dessin animé)                                                                                             | ru:Новичок (мультфильм)                                                                          | 1961                                                       | Roman Katchanov |
| De la lumière à la fenêtre                                                                                          | ru:Свет в окне                                                                                   | 18 avril 1961                                              | Vladimir Aleksandrovitch Kotchetov (ru) |
| Dernières Salves | ru:Последние залпы                                                                               | 9 mai 1961                                                 | Leon Nikolaïevitch Saakov (ru) |
| Derrière deux lièvres                                                                                               | ru:За двумя зайцами (фильм, 1961)                                                                | 21 décembre 1961                                           | Viktor Mikhaïlovitch Ivanov (ru) |
| Dersou Ouzala (film, 1961)                                                                                          | ru:Дерсу Узала (фильм, 1961)                                                                     | 21 octobre 1961                                            | Agassi Aroutiounovitch Babaïan (ru) |
| Des gens biens | ru:Добрые люди                                                                                   | 15 novembre 1961                                           | Chota Ilitch Managadze (ru) |
| Des nuits horribles                                                                                                 | ru:Грозные ночи                                                                                  | 25 janvier 1961                                            | Aleksandr Dmitrievitch Kourotchkine (ru) et Vladimir Zakharovitch Dovgan (ru)                                                                    |
| Deux vies (film, 1961)                                                                                              | ru:Две жизни (фильм, 1961)                                                                       | 16 octobre 1961                                            | Leonid Loukov |
| Dix pas vers l'Est                                                                                                  | ru:Десять шагов к востоку                                                                        | 7 aout 1961                                                | Khangueldy Agakhanovitch Agakhanov (ru) et Viktor Grigorievitch Zak                                                                              |
| Dragon (dessin animé)                                                                                               | ru:Дракон (мультфильм)                                                                           | 1961                                                       | Alexandra Snejko-Blotskaïa |
| Duel (film, 1961)                                                                                                   | ru:Дуэль (фильм, 1961)                                                                           | 22 mai 1961                                                | Tatiana Borissovna Berezantseva (ru) et Lev Sergueïevitch Roudnik (ru)                                                                           |
| En chemin (film, 1961)                                                                                              | ru:В пути (фильм, 1961)                                                                          | 1er janvier 1961                                           | Meri Ivlianovna Andjaparidze (ru) |
| Enfants adultes | ru:Взрослые дети (фильм)                                                                         | 6 décembre 1961                                            | Villen Abramovitch Azarov (ru) |
| Les enfants nous regardent (film, 1961)                                                                             | ru:На нас смотрят дети (фильм, 1961)                                                             | 1961                                                       | Maria Vikentievna Baguildz |
| Ennemis (film, 1960)                                                                                                | ru:Враги (фильм, 1960)                                                                           | 4 février 1961                                             | Iouri Iegorov |
| Et c'est encore le matin                                                                                            | ru:И снова утро                                                                                  | 15 mai 1961                                                | Guennadi Kazanski |
| Et un matin de plus                                                                                                 | ru:И снова утро                                                                                  | 15 mai 1961                                                | Guennadi Kazanski |
| Ezop (film, 1961) (Esope)                                                                                           | ru:Эзоп (спектакль)                                                                              | 28 avril 1961                                              | Iouri Aleksandrovitch Mouzykant (ru) et Gueorgui Tovstonogov                                                                                     |
| La Famille Miannard                                                                                                 | ru:Cемья Mяннард                                                                                 | 27 septembre 1961                                          | Aleksandr Mandrykine |
| Les Feux de joie brûlent                                                                                            | ru:Костры горят                                                                                  | 21 avril 1961                                              | Iouri Sergueïevitch Kavtaradze (ru) |
| Fille de Ganga | ru:Дочь Ганга (1961)                                                                             | 1961                                                       | Khadji Akhmar |
| La Fin du vieux Beriozovki                                                                                          | ru:Конец старой Берёзовки                                                                        | 4 novembre 1961                                            | Viktor Eisymont |
| Forteresse sur roues                                                                                                | ru:Крепость на колёсах                                                                           | 20 février 1961                                            | Oleg Evguenievitch Lentsious (ru) |
| Funtik et concombres                                                                                                | ru:Фунтик и огурцы                                                                               | 1961                                                       | Leonid Varsanofievitch Aristov (ru) |
| Le Garçon et la colombe                                                                                             | ru:Мальчик и голубь                                                                              | 1er avril 1961                                             | Andreï Kontchalovski et Evgueni Ostachenko |
| Les Gars de la fanfare                                                                                              | ru:Парни музкоманды                                                                              | 10 avril 1961                                              | Guenrikh Sourenovitch Malian (ru) et Guenrikh Roubenovitch Markarian (ru)                                                                        |
| Les Gars de notre cour                                                                                              | ru:Ребята с нашего двора                                                                         | 10 janvier 1961                                            | Alekseï Aleksandrovitch Saltykov et Arseni Dmitrievitch Iastrebov                                                                                |
| Les Gens de ma vallée                                                                                               | ru:Люди моей долины                                                                              | 14 mars 1961                                               | Siguizmound Frantsevitch Navrotski (ru) |
| Gros problème (dessin animé)                                                                                        | ru:Большие неприятности (мультфильм)                                                             | 9 octobre 1961                                             | Valentina Semionovna Broumberg (ru) et Zinaïda Semionovna Broumberg (ru)                                                                         |
| L'Histoire du mendiant                                                                                              | ru:Рассказ нищего (фильм, 1961)                                                                  | 7 mars 1961 à Tbilissi                                     | Leonard Dmitrievitch Essakia (ru) |
| L'Histoire d'une fille                                                                                              | ru:Повесть об одной девушке                                                                      | 25 janvier 1961                                            | Mikhaïl Tchiaoureli |
| L'Homme de nulle part (film, 1961)                                                                                  | ru:Человек ниоткуда (фильм, 1961)                                                                | 18 mai 1961                                                | Eldar Riazanov |
| L'homme n'abandonne pas                                                                                             | ru:Человек не сдаётся                                                                            | 2 mai 1961                                                 | Iossif Abramovitch Choulman (ru) |
| Hors des limites de la ville                                                                                        | ru:За городской чертой                                                                           | 16 janvier 1961                                            | Vadim Grigorievitch Lyssenko (ru) |
| Ievdokia | ru:Евдокия (фильм)                                                                               | 17 avril 1961                                              | Tatiana Lioznova |
| L'Île aux aigles | ru:Орлиный остров                                                                                | 15 octobre 1961                                            | Mikhaïl Markovitch Izraïlev (ru) et Marianna Rochal                                                                                              |
| Incident à l'hôtel (film, 1961)                                                                                     | ru:Случай в гостинице (фильм, 1961)                                                              | 25 aout 1961                                               | Vladimir Fokine |
| Incident au barrage                                                                                                 | ru:Случай на плотине                                                                             | 20 mars 1961                                               | Levan Iossifovitch Khotivari (ru) |
| Incident de parcours                                                                                                | ru:Случай в пути (фильм, 1961)                                                                   | 1961                                                       | Zeïnab Kazimova |
| Ivan Rybakov (film, 1961)                                                                                           | ru:Иван Рыбаков (фильм, 1961)                                                                    | 12 avril 1961                                              | Boris Ivanovitch Ravenski (ru) et Ielena Anatolievna Skatchko                                                                                    |
| Je ne sais pas, j'étudie                                                                                            | ru:Незнайка учится                                                                               | 1961                                                       | Piotr Nikolaïevitch Nossov (ru) |
| Je t'aime la vie!                                                                                                   | ru:Люблю тебя, жизнь!                                                                            | 10 juin 1961                                               | Mikhaïl Ivanovitch Erchov (ru) |
| Je viens vers toi                                                                                                   | ru:Иду к вам                                                                                     | 1er janvier 1961                                           | Valentine Pavlovitch Pavlovski (uk) |
| Journaliste à l'étranger                                                                                            | ru:Заокеанский репортёр                                                                          | 1961                                                       | Grigori Zakharovitch Lomidze (ru) |
| Jours de semaine et jours fériés                                                                                    | ru:Будни и праздники (фильм)                                                                     | 20 décembre 1961 (diffusion restreinte)                    | Vladimir Chredel |
| Julius Janonis (film)                                                                                               | ru:Юлюс Янонис (фильм)                                                                           | 20 février 1961                                            | Vitaoutas Kazio Dabachinskas et Balys Bratkauskas (lt)                                                                                           |
| Jusqu'au printemps prochain                                                                                         | ru:До будущей весны                                                                              | 29 avril 1961                                              | Viktor Fiodorovitch Sokolov (ru) |
| Khamza | ru:Хамза (фильм, 1961)                                                                           | février 1961 à Tachkent                                    | Zaguid Zarifovitch Sabitov (ru) |
| Kiorogly (film-opéra)                                                                                               | ru:Кёроглы (фильм-опера)                                                                         | 28 mars 1961                                               | Huseyn Seyidzade |
| La Libellule et la fourmi (dessin animé)                                                                            | ru:Стрекоза и муравей (мультфильм, 1961)                                                         | 1961                                                       | Nikolaï Petrovitch Fiodorov (ru) |
| Lioubouchka | ru:Любушка (фильм, 1961)                                                                         | 1er aout 1961                                              | Vladimir Pavlovitch Kaplounovski (ru) |
| Maison avec mezzanine (film)                                                                                        | ru:Дом с мезонином (фильм)                                                                       | 4 mai 1961                                                 | Iakov Lvovitch Bazelian (ru) |
| Marche (film, 1961)                                                                                                 | ru:Гулящая                                                                                       | 12 décembre 1961                                           | Ivan Kavaléridzé |
| Matin (film) | ru:Утро (фильм)                                                                                  | 24 octobre 1961                                            | Agarza Samandar ogly Kouliev (ru) |
| Le Maure de Venise (film de ballet, 1960)                                                                           | ru:Венецианский мавр (фильм-балет, 1960)                                                         | 17 septembre 1961                                          | Vakhtang Tchaboukiani |
| Le mécanicien a conduit le train                                                                                    | ru:Водил поезда машинист                                                                         | 17 juillet 1961                                            | Viktor Sergueïevitch Jiline (ru) |
| La Mégère apprivoisée (film, 1961)                                                                                  | ru:Укрощение строптивой (фильм, 1961)                                                            | 24 septembre 1961                                          | Sergueï Kolossov |
| Michel et Michoutka                                                                                                 | ru:Мишель и Мишутка                                                                              | 1er décembre 1961                                          | Aïan Gassanovna Chakhmalieva (ru) et Mikhaïl Isaakovitch Chamkovitch (ru)                                                                        |
| Michka, Serioga et moi                                                                                              | ru:Мишка, Серёга и я (фильм)                                                                     | 2 décembre 1961                                            | Iouri Sergueïevitch Pobedonostsev (ru) |
| Miroir (film, 1959)                                                                                                 | ru:Айна (фильм, 1959)                                                                            | 31 septembre 1961                                          | Alty Karliev (ru) et Viktor Mikhaïlovitch Ivanov (ru)                                                                                            |
| Mon ami Kolka | ru:Друг мой, Колька!                                                                             | 13 mai 1961                                                | Alexandre Mitta et Alekseï Aleksandrovitch Saltykov                                                                                              |
| La Mouette (film, 1961)                                                                                             | ru:Морcкая чайка (фильм, 1961)                                                                   | 5 mai 1961                                                 | Evgueni Vassilievitch Briountchouguine (ru) |
| Le Musicien aveugle (film)                                                                                          | ru:Слепой музыкант (фильм)                                                                       | 20 mars 1961                                               | Gleb Nikolaïevitch Komarovski (ru) et Tatiana Nikolaïevna Loukachevitch (ru)                                                                     |
| Musique de Verdi | ru:Музыка Верди (фильм, 1961)                                                                    | 1er octobre 1961                                           | Vladimir Mikhaïlovitch Gorikker (ru) |
| Nakhalionok | ru:Нахалёнок (фильм)                                                                             | 7 novembre 1961 à la télévision                            | Ievgueni Efimovitch Karelov (ru) |
| Né pour vivre | ru:Рождённые жить                                                                                | 6 juin 1961                                                | Laert Vagharchian |
| Notre rue | ru:Наша улица                                                                                    | 17 décembre 1961 en diffusion restreinte                   | Alisattar Atakichiyev |
| Nous avons un élève de première année                                                                               | ru:У нас первоклассник (фильм,1961)                                                              | 1961                                                       | Zinovi Matveïevitch Drapkine (ru) |
| Opération Cobra (film)                                                                                              | ru:Операция «Кобра» (фильм)                                                                      | 6 février 1961                                             | Dmitri Vassiliev |
| Ott dans l'espace                                                                                                   | ru:Отть в космосе                                                                                | 1961                                                       | Elbert Azguireïevitch Touganov (ru) |
| Paix à celui qui entre                                                                                              | ru:Мир входящему                                                                                 | 4 septembre 1961                                           | Alexandre Alov et Vladimir Naoumov |
| La Pantoufle de cristal (film de ballet, 1960)                                                                      | ru:Хрустальный башмачок (фильм-балет, 1960)                                                      | 11 février 1961                                            | Alexandre Rou et Rostislav Zakharov |
| La Passe (film, 1961)                                                                                               | ru:Перевал (фильм, 1961)                                                                         | 2 octobre 1961                                             | Alekseï Nikolaïevitch Sakharov (ru) |
| Patrouille verte | ru:Зелёный патруль                                                                               | 21 aout 1961                                               | Gleb Ivanovitch Nifontov (ru) |
| Peu importe comment la corde se tord                                                                                | ru:Как верёвочка ни вьётся…                                                                      | 19 juin 1961                                               | Leonid Bykov et Herbert Rappaport |
| Plus fort qu'un ouragan                                                                                             | ru:Сильнее урагана                                                                               | 24 avril 1961                                              | Vassili Nikolaïevitch Levine (ru) |
| Première fois dans l'arène                                                                                          | ru:Впервые на арене                                                                              | 1961                                                       | Vladimir Izraïlevitch Pekar (ru) et Vladimir Popov                                                                                               |
| Premiers Essais (2e épisode)                                                                                        | ru:Первые испытания                                                                              | 4 septembre 1961                                           | Vladimir Vladimirovitch Korch-Sabline (ru) |
| Premier vol vers les étoiles                                                                                        | ru:Первый рейс к звёздам                                                                         | 7 juillet 1961 au Festival international du film de Moscou | Dmitri Aleksandrovitch Bogolepov, Ilya Kopaline et Grigori Mikhaïlovitch Kosenko                                                                 |
| Le Printemps, les fleurs et, bien sûr...l'amour                                                                     | ru:Весна, цветы и, конечно... любовь                                                             | 1961                                                       | Vitali Dmitrievitch Golovine et Vladimir Aleksandrovitch Goldfeld                                                                                |
| Quand les rivières fusionnent (film)                                                                                | ru:Когда сливаются реки (фильм)                                                                  | 28 février 1961                                            | Balis Alfonsovitch Bratkaouskas (ru) et Boris Iossifovitch Chreïber (ru)                                                                         |
| Qui est le plus fort ?                                                                                              | ru:Кто самый сильный?                                                                            | 1er janvier 1961                                           | Vladimir Dmitrievitch Degtiariov (ru) |
| Récit des années de feu                                                                                             | ru:Повесть пламенных лет                                                                         | 23 février 1961                                            | Ioulia Solntseva |
| Récits de jeunesse (film, 1961). Film à sketchs avec Secrétaire du Comité régional, Komstroï, Percée et Dal appelle | ru:Рассказы о юности (фильм, 1961). Kиноальманах : Секретарь укома, Комстрой, Прорыв, Даль зовет | juillet 1961 à Minsk                                       | réalisés respectivement par Boris Mikhaïlovitch Stepanov (ru), Viktor Tourov, Mark Savelievitch Braoude (ru) et Lev Grigorievitch Dourassov (ru) |
| Rencontre fortuite                                                                                                  | ru:Случайная встреча (фильм, 1960)                                                               | 17 juillet 1961 à Tallinn                                  | Viktor Petrovitch Nevejine |
| Retour (film, 1960)                                                                                                 | ru:Возвращение (1960)                                                                            | 21 aout 1961                                               | Mikhaïl Ivanovitch Terachtchenko |
| Rhapsodie ukrainienne                                                                                               | ru:Украинская рапсодия                                                                           | 25 septembre 1961                                          | Sergueï Paradjanov |
| Roman et Francesca                                                                                                  | ru:Роман и Франческа                                                                             | 16 mars 1961                                               | Vladimir Terentievitch Denissenko (ru) |
| Le Rouleau compresseur et le Violon                                                                                 | ru:Каток и скрипка                                                                               | 30 décembre 1961                                           | Andreï Tarkovski |
| La Route de la vie                                                                                                  | ru:Дорога жизни                                                                                  | 25 janvier 1961                                            | Khouat Achirbekovitch Abousentov |
| Rue Rasteriaïeva (théâtre filmé)                                                                                    | ru:Растеряева улица                                                                              | 17 avril 1961                                              | Viktor Mikhaïlovitch Ryjkov |
| Ryjik (film, 1960)                                                                                                  | ru:Рыжик (фильм, 1960)                                                                           | 20 mars 1961                                               | Ilia Frez |
| Sabine (film, 1961)                                                                                                 | ru:Сабина (фильм,1961)                                                                           | 27 décembre 1961                                           | Margarita Naïmovna Kassymova (ru) |
| Sauter à l'aube | ru:Прыжок на заре                                                                                | 22 février 1961                                            | Ivan Vladimirovitch Loukinski (ru) |
| Le Secret de la forêt verte                                                                                         | ru:Тайна зелёного бора                                                                           | 22 avril 1961                                              | Oleg Pavlovitch Nikolaïevski (ru) |
| Le Secret d'une forteresse (film)                                                                                   | ru:Тайна одной крепости (фильм)                                                                  | 15 janvier 1961                                            | Alisattar Atakichiyev |
| Sergent Fetissov | ru:Сержант Фетисов                                                                               | 1961                                                       | Aleksandr Efimovitch Razoumny |
| Silence (film, 1960)                                                                                                | ru:Тишина (фильм, 1960)                                                                          | 8 mai 1961                                                 | Aleksandr Iakovlevitch Karpov (ru) |
| Sous le même ciel                                                                                                   | ru:Под одним небом (фильм, 1961)                                                                 | 1er novembre 1961 à Tbilissi                               | Lana Gogoberidze |
| Sur les ailes de la chanson                                                                                         | ru:На крыльях песни (фильм, 1961)                                                                | 21 juillet 1961                                            | Valentine Parkhomenko |
| Sur les rives de l'Ingoura                                                                                          | ru:На берегах Ингури                                                                             | 12 décembre 1961                                           | David Evguenievitch Rondeli (ru) |
| Le Tarzan des mers                                                                                                  | ru:Человек-амфибия (фильм, 1961)                                                                 | 8 décembre 1961 à Moscou                                   | Guennadi Kazanski et Vladimir Tchebotariov (ru)                                                                                                  |
| Tchipollino (dessin animé)                                                                                          | ru:Чиполлино (мультфильм)                                                                        | 10 octobre 1961                                            | Boris Petrovitch Diojkine (ru) |
| Le Temps des vacances d'été                                                                                         | ru:Время летних отпусков                                                                         | 20 avril 1961                                              | Konstantine Naoumovitch Voïnov (ru) |
| Terres défrichées (film, 1959-1961)                                                                                 | ru:Поднятая целина (фильм, 1959—1961)                                                            | 18 février 1961                                            | Aleksandr Gavrilovitch Ivanov (ru) |
| Tes amis (film, 1960)                                                                                               | ru:Твои друзья (фильм, 1960)                                                                     | 15 juin 1961                                               | Vitali Panteleïmonovitch Voïtetski |
| Ta Tête sur tes épaules                                                                                             | ru:Своя голова на плечах                                                                         | 4 avril 1961                                               | Maria Nikolaïevna Fiodorova (ru) |
| Toktogoul (film) | ru:Токтогул (фильм)                                                                              | 31 janvier 1961                                            | Vladimir Viktorovitch Nemoliaïev (ru) |
| Tout le Mahalla en parle                                                                                            | ru:Об этом говорит вся махалля                                                                   | 25 janvier 1961                                            | Choukhrat Abbassov |
| Le Trésor (film, 1961)                                                                                              | ru:Клад (фильм, 1961)                                                                            | 14 octobre 1961                                            | Revaz Tchkheidze |
| Trois Bûcherons(dessin animé)                                                                                       | ru:Три дровосека                                                                                 | 10 février 1961                                            | Leonid Alekseïevitch Amalrik (ru) |
| Les Trois Pingouins (dessin animé)                                                                                  | ru:Три пингвина (мультфильм)                                                                     | 1er janvier 1961                                           | Vladimir Petrovitch Danilevitch (ru) |
| Trompé (film, 1961)                                                                                                 | ru:Обманутые (фильм)                                                                             | 19 novembre 1961                                           | Ada Neretnietse et Maris Karlovitch Roudzitis (ru)                                                                                               |
| Tuer un homme | ru:Убить человека (1960)                                                                         | 24 février 1961                                            | V. Djoumati |
| Un homme avec un avenir                                                                                             | ru:Человек с будущим                                                                             | 20 février 1961                                            | Nikolaï Vassilievitch Rozantsev (ru) |
| Un petit Oiseau | ru:Птичка-невеличка (фильм, 1961)                                                                | 19 octobre 1961                                            | Latif Abidovitch Faïznev (ru) |
| Un vent de liberté (film, 1961)                                                                                     | ru:Вольный ветер (фильм, 1961)                                                                   | 3 juillet 1961                                             | Andreï Toutychkine et Leonid Trauberg |
| Un vrai ami | ru:Настоящий друг                                                                                | 23 décembre 1961                                           | Tofik Mekhdikoulou ogly Taguizade |
| Une histoire d'amour (film, 1961)                                                                                   | ru:Сказание о любви (фильм, 1961)                                                                | 13 septembre 1961                                          | Latif Bashir oglu Safarov |
| Une ligne (film, 1960)                                                                                              | ru:Одна строка (фильм, 1960)                                                                     | 21 juillet 1961                                            | Ivan Pravov |
| Une longue journée                                                                                                  | ru:Длинный день                                                                                  | 16 décembre 1961                                           | Rafaïl Ioulievitch Goldine (ru) |
| Une mauvaise journée                                                                                                | ru:Шумный день                                                                                   | 7 janvier 1961                                             | Anatoli Efros et Gueorgui Natanson |
| L'URSS à cœur ouvert                                                                                                | ru:СССР с открытым сердцем                                                                       | 7 aout 1961                                                | Leonid Mikhaïlovitch Kristi (ru) et Vassili Vassilievitch Katanian (ru)                                                                          |
| Vassili Dokoutchaïev                                                                                                | ru:Vassili Dokoutchaïev (1961)                                                                   | 22 novembre 1961                                           | Andreï Aleksandrovitch Tchiguinski |
| Veillées du village de Dikanka                                                                                      | ru:Вечера на хуторе близ Диканьки (фильм, 1961)                                                  | 8 juillet 1961                                             | Alexandre Rou |
| Vessiolka | ru:Веселка (1959)                                                                                | 4 décembre 1961                                            | Nikolaï Ignatievitch Litous (ru) |
| Vingt mille lieues sur la Terre                                                                                     | ru:Леон Гаррос ищет друга                                                                        | 13 janvier 1961                                            | Marcello Pagliero |
| Virages dangereux (film, 1961)                                                                                      | ru:Опасные повороты (фильм, 1961)                                                                | 21 juillet 1961                                            | Kalio Karlovitch Kiïsk (ru) et Iouli Mikhaïlovitch Koun (ru)                                                                                     |
| Les Voiles écarlates (film)                                                                                         | ru:Алые паруса (фильм)                                                                           | 7 juin 1961                                                | Alexandre Ptouchko |
| Vos amis (film, 1960)                                                                                               | ru:Твои друзья (фильм, 1960)                                                                     | 15 juin 1961                                               | Vitali Panteleïmonovitch Voïtetski (ru) |
| Votre bonheur (film, 1960)                                                                                          | ru:твое счастье (фильм, 1960)                                                                    | 13 juin 1961                                               | Ada (Armida) Martinovna Neretnietse |